# 荒川修作

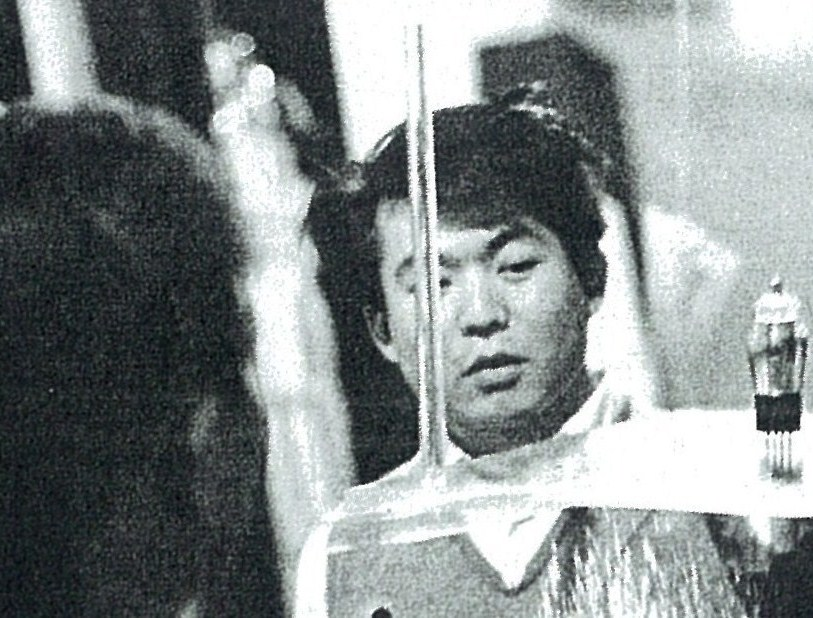
荒川修作

荒川修作（1936年7月6日—2010年5月19日）是日本艺术家。观念艺术家。出生於愛知縣名古屋市。紺綬褒章獲得者。紫綬褒章獲得者。法國藝術及文學勳章持有人。

## 外部連結
- 荒川修作 （页面存档备份，存于） - Kotobank
- https://www.tobunken.go.jp/materials/bukko/28492.html （页面存档备份，存于） - 東京文化財研究所
- https://bijutsutecho.com/artists/108 （页面存档备份，存于） - 美術手帖